# Máximapark
El Máximapark es un parque urbano, ubicado en Vleuten y De Meern en la ciudad holandesa de Utrecht. El parque recibe este nombre por la reina Máxima. El parque forma un núcleo verde entre los distritos de Leidsche Rijn y Vleuten-De Meern. Originalmente, se llamaba Leidsche Rijn Park. El 17 de mayo de 2011 se dio al parque su nuevo nombre en honor al cuadragésimo aniversario de Máxima, y debido a que otros parques en la ciudad de Utrecht tienen nombres de la familia real.
Muchas personas no estuvieron de acuerdo con que el parque cambiase de nombre. Hubo una recogida de firmas para que el ayuntamiento pusiera de nuevo el nombre original, pero el 16 de septiembre de 2011 se decidió que se mantuviera el nombre de Máximapark.
El Máximapark ocupa 300 hectáreas, tamaño comparable al casco histórico de Utrecht. La entrada principal se encuentra en la calle Utrechtseweg en Vleuten.
El 5 de julio de 2013 la reina Máxima inauguró oficialmente el parque.

## Het Lint
A través del parque hay un carril asfaltado de unos seis metros de ancho, llamado Het Lint, donde los visitantes pueden ir en bicicleta, patinar o correr. Este trayecto va alrededor de todo el parque durante unos ocho kilómetros. Junto al carril hay también un camino para caballos. Cada cuatro kilómetros hay marcadores que con la ayuda de un chip pueden calcular el tiempo recorrido, que se puede consultar a través de unas pantallas en el propio parque o a través de Internet.
1. ↑  «Máximapark - Sitio oficial». www.maximapark.nl (en holandés). Consultado el 20 de octubre de 2020.
2. ↑  «Sitio web del parque en el ayuntamiento de Utrecht». www.utrecht.nl (en holandés). Consultado el 20 de octubre de 2020.

- Datos: Q2696874
- Multimedia: Máximapark, Utrecht / Q2696874